# Sambaqui

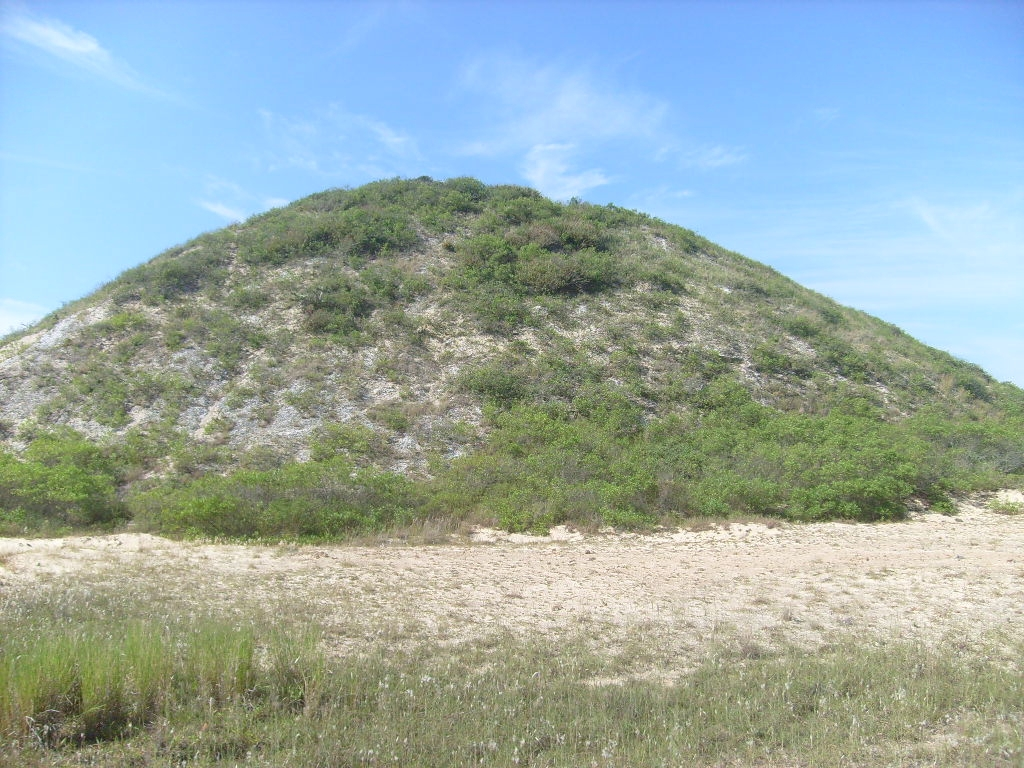
Sambaqui Figueirinha I, com cerca de 18 metros de altura

Os sambaquis (português brasileiro) ou concheiros (português europeu) são depósitos construídos pelo homem, constituídos por materiais orgânicos e calcários que, empilhados ao longo do tempo, vêm sofrendo a ação das intempéries. Similares a um tel, acabaram por sofrer uma fossilização química, já que a chuva deforma as estruturas dos moluscos e dos ossos enterrados, difundindo o cálcio em toda a estrutura e petrificando os detritos e ossadas porventura ali existentes. Alguns grupos indígenas os utilizavam como santuário, enterrando neles os seus mortos. Outros os escolhiam como locais especiais para construir suas malocas.
Os sambaquis são uma importante fonte de estudos. Pesquisando seu conteúdo, pode-se saber sobre a vida dos primeiros povoados do atual território brasileiro, como sua alimentação, seus conhecimentos técnicos, a fauna e a flora da época etc. Os excrementos humanos fossilizados podem nos informar, por exemplo, sobre as doenças que aqueles homens e mulheres tinham.

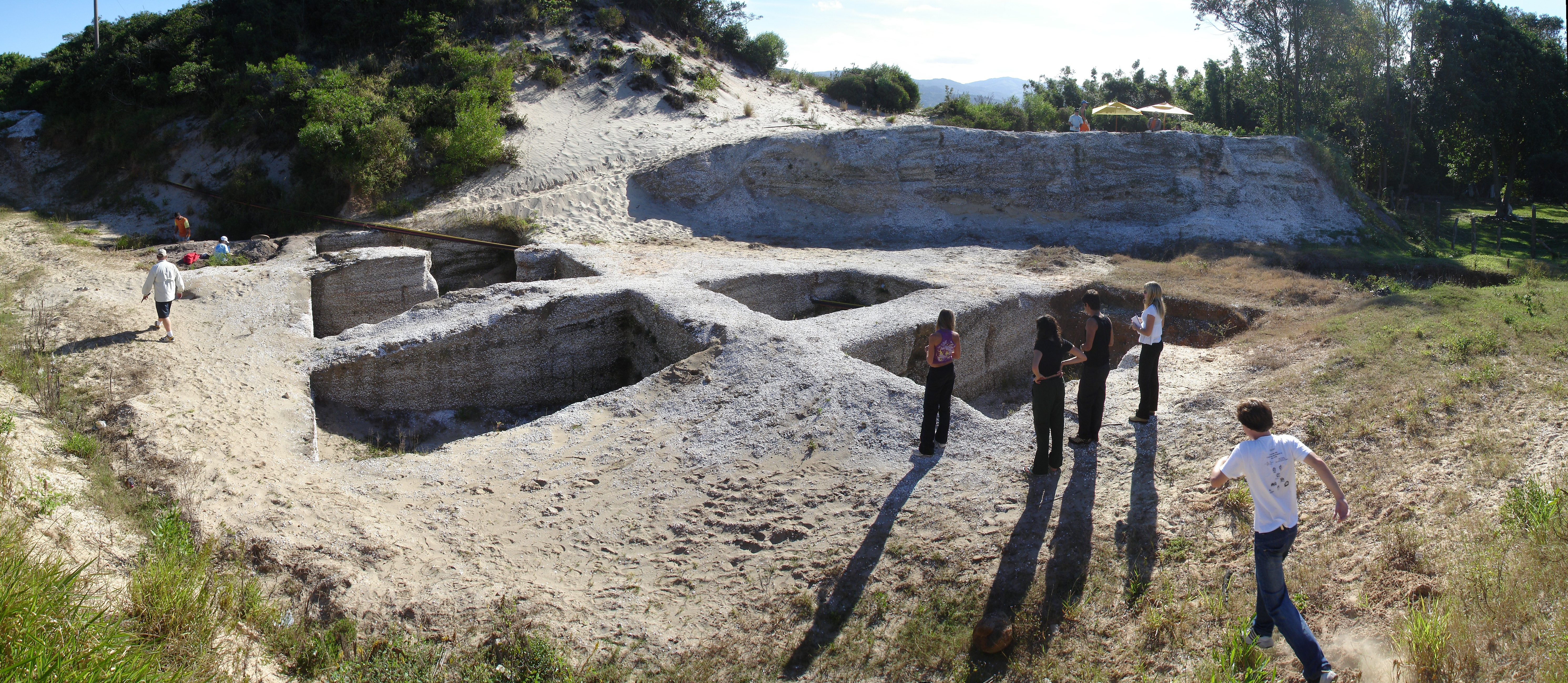
Escavação arqueológica de um Sambaqui

São comuns em todo o litoral do Atlântico, sendo mais raros no Pacífico[carece de fontes?], mas notando-se exemplares até no norte da Europa. O formato varia do cônico ao semiesférico, a altura pode ser de menos de um metro ou até de 25 metros, também podendo se estender por longas áreas em termos de comprimento.

## Denominações e etimologia
"Sambaqui" procede do termo tupi tãba (conchas) e ki (amontoado). "Cernambi" e "sarnambi" possuem origem tupi. Dentre outras denominações, cernambis, sarnambis, minas de cernambis, minas, bancos, casqueiros, concheiras, concheiros, ostreiras, samauquis, berbigueiras, caieiras e caleiras.
Em Portugal designam-se de Concheiros, sendo os mais conhecidos os Concheiros de Muge, nas margens do Rio Tejo, perto da cidade de Santarém. Em língua inglesa, são chamados shell-mounds ("montes de conchas") ou middens. Em língua norueguesa, são chamados kjökkenmodding. Em espanhol, eles são conhecidos como concheros.
No Brasil, no meio acadêmico são comuns as denominações "população sambaquieira", "sociedade sambaquieira" e "povo sambaquieiro" para aqueles que habitavam e construíram os sambaquis.

## Sambaquis por localidades

### No Brasil

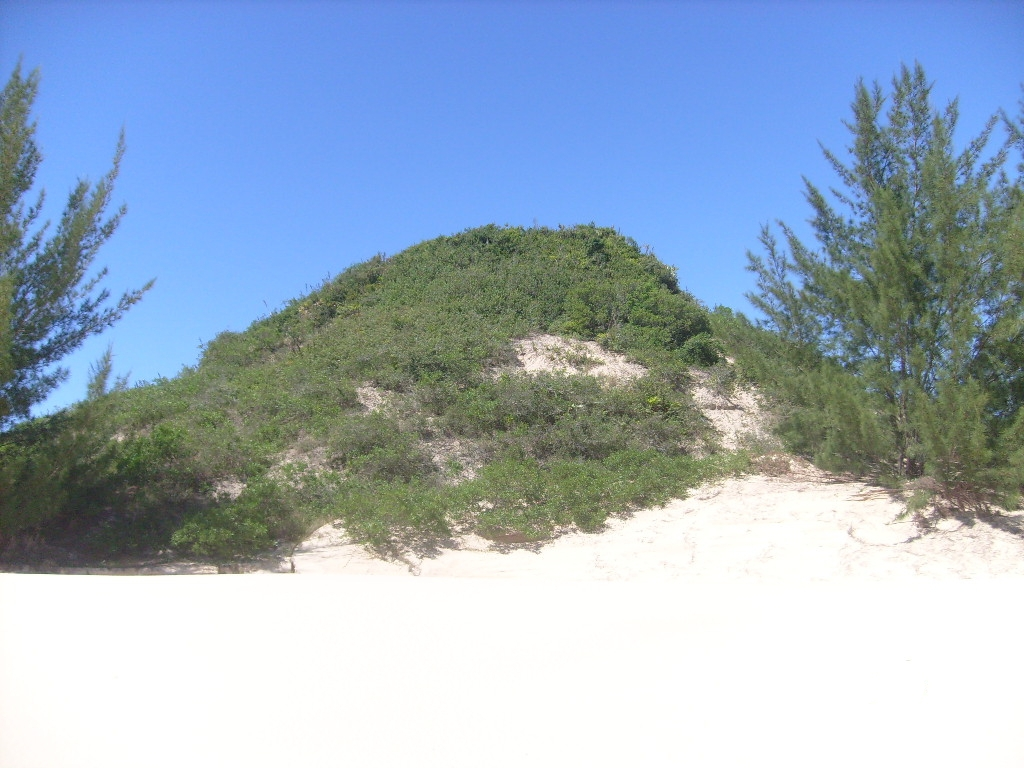
Sambaqui Figueirinha II

No Brasil, os sambaquis são distribuídos por toda a costa, tendo chamado a atenção do europeu logo no início da colonização europeia do país, no século XVI. A diferença de hábitos culturais e alimentares levou à conclusão de que eram obra de uma sociedade distinta daquela dos Tupi-guaranis, que então povoavam toda a região costeira do país. Estudos recentes sugerem que os sambaquis tenham sido produzidos por povos que viveram na costa brasileira entre 8 mil e 2 mil anos antes do presente.
Alguns destes sambaquis chegavam a atingir 30 metros de altura por 40 de comprimento. No século XVI, conchas de um só monte foram moídas e utilizadas como cal na construção do Palácio do Governador, de parte do Colégio da Bahia, de engenhos de açúcar e de vários outros edifícios.
No século XIX, esses monumentos pré-históricos foram visitados pelo Imperador dom Pedro II, que por eles se encantou. No século XX, foram alvos de estudos por parte da Universidade de São Paulo e atraíram a atenção de Paul Rivet, o diretor do Museu do Homem, e "pai" da moderna antropologia americana. No litoral sul do Brasil, foram estudados pelo arqueólogo João Alfredo Rohr, diretor do Museu do Homem do Sambaqui, em Florianópolis (SC).
Hoje, os sítios mais importantes estão localizados no litoral sul do estado de Santa Catarina. As cidades de Laguna e Jaguaruna abrigam 42 sambaquis dos mais diversos tamanhos e alturas, destacando-se entre eles o Garopaba do Sul e o Jabuticabeira, (em Jaguaruna); e os Figueirinha I e II, mais precisamente na praia de Nova Camboriú (também em Jaguaruna). Segundo análise de camadas intermediárias enviadas a um laboratório americano em maio de 2010, o Figueirinha I, por volta de 2510 a.C, já teria 2/3 de seu tamanho atual. Para efeito de comparação, a maior das pirâmides do Complexo de Gizé, a de Kufu, foi construída apenas 40 anos antes.
O Sambaqui Garopaba do Sul é o maior depósito de conchas do mundo em extensão, com 30 metros de altura e 200 de diâmetro e mais de 3,7 mil anos (DIDONÊ, Revista Nova Escola, maio, 2008).
O Sambaqui de Cananeia, localizado na Ilha do Cardoso, em Cananéia, no litoral do Estado de São Paulo, é um dos mais antigos do Brasil, com cerca de 8 mil anos (DIDONÊ, Revista Nova Escola, maio, 2008).

### Em Portugal
- Os concheiros de Muge (concheiro Cabeço da Arruda; Moita do Sebastião e Cabeço da Amoreira);
- Os concheiros do Sado;
- Os concheiros algarvios.

### Na América do Norte
Na América do Norte, foram encontrados "sambaquis" bem menores - às vezes com  menos de dois metros de altura - e com o objetivo de traçar desenhos no terreno que só podem ser vistos do alto. A maior frequência desses sítios arqueológicos registra-se na fronteira dos Grandes Lagos.